# Regole Western Electric
Le regole di Western Electric sono regole di decisione nel controllo statistico dei processi per il rilevamento di condizioni fuori controllo o non casuali sulle carte di controllo. Le posizioni dei dati relativamente ai limiti di controllo della carta di controllo (in genere a ± 3 deviazioni standard) e la linea centrale indicano se il processo in questione debba essere esaminato. Le regole di Western Electric furono codificate da un comitato appositamente nominato della divisione manifatturiera della Western Electric e apparvero nella prima edizione di un manuale del 1956, che divenne un testo standard del campo. Il loro scopo era quello di garantire che i lavoratori e gli ingegneri di linea interpretassero le carte di controllo in modo uniforme.

## Motivazione
Le regole tentano di distinguere i modelli innaturali dai modelli naturali in base a diversi criteri:
- L'assenza di punti vicino alla linea centrale viene identificata come modello misto.
- L'assenza di punti vicino ai limiti di controllo è identificata come un modello stratificato.
- La presenza di punti al di fuori dei limiti di controllo è identificata come un modello di instabilità.
- Altri schemi innaturali sono classificati come schemi sistematici (autocorrelativi), ripetitivi o di tendenza.

Questa classificazione divide il diagramma in zone, misurate secondo unità di deviazione standard (σ) tra la linea centrale e i limiti di controllo, come segue: 
| Zona   | Regione                                                   |
| ------ | --------------------------------------------------------- |
| Zona A | Tra 2σ dalla linea centrale e il limite di controllo (3σ) |
| Zona B | Tra 1σ e 2σ dalla linea centrale                          |
| Zona C | Entro 1σ dalla linea centrale                             |

Le zone A, B e C sono talvolta chiamate rispettivamente zona tre sigma, zona due sigma e zona sigma.

## Regole delle zone
Un aspetto importante delle regole di Western Electric sono le regole delle zone, create per rilevare l'instabilità del processo e la presenza di cause assegnabili. I set di dati sono valutati secondo quattro regole di base, che segnalano il verificarsi di situazioni di fuori controllo statistico al presentarsi di determinate distribuzioni nelle zone A, B e C. 
|          | Descrizione | Grafico d'esempio |
| -------- | --- | ----------------- |
| Regola 1 | Un singolo punto dei dati non rientra nel limite 3σ dalla linea centrale (vale a dire, qualsiasi punto che non rientra nella zona A, oltre il limite di controllo superiore o inferiore) |                   |
| Regola 2 | Due punti di tre punti consecutivi cadono oltre il limite di 2σ (nella zona A o oltre), sullo stesso lato dalla linea centrale                                                           |                   |
| Regola 3 | Quattro punti tra cinque punti consecutivi cadono oltre il limite di 1σ (nella zona B o oltre), sullo stesso lato dalla linea centrale                                                   |                   |
| Regola 4 | Otto punti consecutivi cadono sullo stesso lato della linea centrale (nella zona C o oltre)                                                                                              |                   |

Queste regole vengono valutate per un lato della linea centrale (metà della banda di controllo) alla volta (ad esempio, prima dalla linea centrale al limite di controllo superiore, poi dalla linea centrale al limite di controllo inferiore). 
I dati che soddisfano una di queste condizioni, come indicato dalla tabella di controllo, dovrebbero essere sottoposti ad un'ulteriore indagine per scoprire se sono presenti cause rilevabili e se quest'ultime possono essere rimosse. Si noti che esiste sempre la possibilità di falsi positivi : supponendo che le osservazioni siano normalmente distribuite, ci si aspetta che la Regola 1 venga attivata casualmente 1 su 370 osservazioni in media. Il tasso di falso allarme aumenta a 1 su 91,75 osservazioni durante la valutazione di tutte e quattro le regole.

### Limiti di controllo asimmetrici
Le regole delle zone presentate sopra si applicano ai grafici di controllo con limiti di controllo simmetrici. Il manuale fornisce ulteriori linee guida per le carte di controllo in cui i limiti di controllo non sono simmetrici, come per le carte R e le carte p. 
```
Per grafici 
<span about="#mwt48" class="mwe-math-element" data-mw="{
&
quot;name
&
quot;:
&
quot;math
&
quot;,
&
quot;attrs
&
quot;:{},
&
quot;body
&
quot;:{
&
quot;extsrc
&
quot;:
&
quot;\\bar x
&
quot;}}" id="5" typeof="mw:Extension/math"><span class="mwe-math-mathml-inline mwe-math-mathml-a11y" style="display: none;"><math xmlns="http://www.w3.org/1998/Math/MathML">
 <semantics>
  <mrow class="MJX-TeXAtom-ORD">
   <mstyle displaystyle="true" scriptlevel="0">
    <mrow class="MJX-TeXAtom-ORD">
     <mrow class="MJX-TeXAtom-ORD">
      <mover>
       <mi>x</mi>
       <mo stretchy="false">¯</mo>
      </mover>
     </mrow>
    </mrow>
   </mstyle>
  </mrow>
  <annotation encoding="application/x-tex">{\displaystyle {\bar {x}}}</annotation>
 </semantics>
</math>
</span>
<img alt="{\bar {x}}" aria-hidden="true" class="mwe-math-fallback-image-inline" src="https://wikimedia.org/api/rest_v1/media/math/render/svg/466e03e1c9533b4dab1b9949dad393883f385d80" style="vertical-align: -0.338ex; width:1.33ex; height:2.009ex;">
</span>
 e R (che tracciano un grafico del comportamento di sottogruppi), il Manuale raccomanda di utilizzare le regole di zona sopra per sottogruppi di dimensioni sufficienti (cinque o più). Per piccoli sottogruppi di esempio, il manuale raccomanda: 
```

| Regole del grafico R per piccoli campioni                                                          |
| -------------------------------------------------------------------------------------------------- |
| Qualsiasi singolo punto dati che superi il limite di + 3σ                                          |
| Due punti consecutivi che cadono al di sopra del limite + 2σ (nella zona superiore A o superiore)  |
| Tre punti consecutivi che cadono al di sopra del limite + 1σ (nella zona superiore B o superiore)  |
| Sette punti consecutivi che cadono sopra la linea centrale (nella zona superiore C o sopra)        |
| Dieci punti consecutivi che cadono sotto la linea centrale (nella zona C inferiore o inferiore)    |
| Sei punti consecutivi che scendono al di sotto del limite -1σ (nella zona B inferiore o inferiore) |
| Quattro punti consecutivi che scendono al di sotto del limite -2σ (nella zona inferiore A)         |

Per altri grafici di controllo basati su distribuzioni distorte, il manuale raccomanda: 
- Individuazione delle probabilità associate a ciascuna zona
- Elaborazione di test con la sensibilità desiderata alla presenza di cause determinabili

## Altri schemi innaturali
Il manuale identifica anche i modelli che richiedono la considerazione sia della metà superiore e che della metà inferiore della carta di controllo per l'identificazione di fuori controllo: 
| Modello         | Descrizione                                                                                    | Regola |
| --------------- | ---------------------------------------------------------------------------------------------- | --- |
| stratificazione | Variazione piccola rispetto ai limiti di controllo                                             | Quindici punti consecutivi rientrano in ± 1σ (zona C) |
| Miscela         | La tendenza ad evitare la linea centrale                                                       | Otto punti consecutivi su entrambi i lati della linea centrale senza punti che rientrano nella zona C.                                                                              |
| Sistematico     | Autocorrelazione negativa: una lunga serie di osservazioni che alternano alto-basso-alto-basso | (Nessuna regola fornita) |
| Ripetizione     | La tendenza di un grafico a seguire lo stesso modello del suo predecessore                     | (Nessuna regola fornita) |
| Tendenza        | Deriva o spostamento sostenuti nella media a lungo termine                                     | Una serie di punti fuori controllo nelle zone inferiori seguiti da una serie di punti fuori controllo nelle zone superiori o viceversa una serie di punti senza cambio di direzione |